# Derrumbe y celebración
Derrumbe y Celebración es el primer álbum de estudio de la banda chilena de post-hardcore Tenemos Explosivos. Fue grabado y mezclado en Bolchevique Estudios entre julio y septiembre de 2011 por Cesar Ascencio, y masterizado en Chicago Mastering Service por Bob Weston en octubre de 2011.
El disco agrupa material anteriormente lanzado por la banda con nuevas canciones regrabadas, junto a líricas que abarcan contingencia social como la muerte de Eduardo Miño, hechos históricos de la dictadura chilena como la Operación Albania, el asesinato del sacerdote Joan Alsina, y de la historia universal como la muerte del fotógrafo Namir Noor-Elden a manos de la Armada de los Estados Unidos; junto a referencias filosóficas y mitología griega.

## Lista de canciones
1. El mejor jugador del fuego – 03:49
2. El misterio de Kosovo – 03:31
3. Mosaico de Pella – 03:37
4. Cuerpo al aire – 04:08
5. La renuncia del hermeneuta – 03:34
6. Piratas y emperadores – 03:27
7. Termodinámica – 04:05
8. Todas las barricadas del mundo – 03:55
9. La democracia según Nerón – 03:43
10. La matanza de Corpus Christi – 04:16
11. La viuda de Namir – 03:22
12. Antígona 404 – 04:46
13. Un banquete para Tiestes – 05:47

## Créditos
| Banda - Eduardo Pavez – voces, sampler, theremín, electrónicos, fotografía, producción - Juan José Sánchez – guitarras, coros, producción - René Manuel Sánchez – guitarras, coros, producción - Álvaro Urrea – bajo, producción - Christian Rodríguez – batería, percusión, producción | Producción y arte - Cesar Ascencio – grabación, producción, mezcla - Bob Weston – masterización - José Miguel Canales – arte, diseño - Christian Galaz Vera – producción de arte - Esteban Perez Ojeda – ilustración |